# Beautify Junkyards
I Beautify Junkyards sono un gruppo musicale portoghese. Il loro stile, un folk psichedelico etereo dai forti richiami hauntology e che attinge alla musica tradizionale inglese, la musica elettronica tedesca degli anni settanta e il tropicalismo brasiliano, viene eseguito utilizzando strumenti musicali acustici e sintetizzatori analogici.

## Storia del gruppo
Originari di Lisbona, i Beautify Junkyards sono attivi dal 2012. L'unico dei membri ad essere in possesso di un profilo artistico noto era il tastierista João Branco Kyron, già attivo con gli Hipnotica.
Dopo aver pubblicato un singolo per la Fruits de Mer Records (From the Morning / Fuga Nº 2, 2012) e un omonimo album di cover per la Metrodiscos (2013), i Beautify Junkyards incisero The Beast Shouted Love, pubblicato dalla Mega Dodo nel 2015. Quest'ultima uscita catturò l'attenzione del produttore inglese Jim Jupp, che decise di scritturare il gruppo per la sua etichetta Ghost Box. Nel 2016 i Beautify Junkyards pubblicarono l'ottavo capitolo della serie di singoli Other Voices. L'anno seguente entrò nella formazione Helena Espvall, già membra degli Espers. In seguito pubblicarono gli album The Invisible World of Beautify Junkyards (2018) e Cosmorama (2021), ove figura come ospite la cantante brasiliana Nina Miranda.
Nei primi anni 2020, Kyron iniziò una carriera solista e avviò il progetto parallelo Hidden Horse.

## Formazione
- João Branco Kyron – voce, tastiere
- Martinez – voce
- João Moreira – chitarra acustica, sintetizzatore
- Sergue Ra – basso
- Antonio Watts – batteria
- Helena Espvall – violoncello, chitarra acustica

## Discografia

### Album in studio
- 2013 – Beautify Junkyards
- 2015 – The Beast Shouted Love
- 2018 – The Invisible World of Beautify Junkyards
- 2021 – Cosmorama
- 2024 – Nova

### Singoli
- 2012 – From the Morning/Fuga Nº 2
- 2016 – Other Voices 08
- 2021 – Painting Box (con Belbury Poly)
- 2022 – Verde pino